# Itoplectis aterrima
Itoplectis aterrima är en stekelart som beskrevs av Jussila 1965. Itoplectis aterrima ingår i släktet Itoplectis och familjen brokparasitsteklar. Arten är reproducerande i Sverige. Inga underarter finns listade i Catalogue of Life.